# 比留科夫卡村委员会
比留科夫卡村委员会（俄语：Бирюковский сельсовет）是俄罗斯联邦阿斯特拉罕州普里沃尔日耶区所属的一个村委员会。其下辖有3个居民点，行政中心为比留科夫卡。据2015年统计，该村委员会的人口为2459人。